# 帕吕埃勒
帕吕埃勒（法語：Palluel，法語發音：[palɥɛl]）是法国上法兰西大区加来海峡省的一个市镇，位于该省东部，属于阿拉斯区。

## 地理
帕吕埃勒（50°16'2"N, 3°5'55"E）面积2.77 平方千米，位于法国上法蘭西大區加来海峡省，该省份为法国北部沿海省份，西北濒北海，南至索姆省，东临北部省。
与帕吕埃勒接壤的市镇（或旧市镇、城区）包括：阿尔勒、埃库尔圣康坦、瓦西勒韦尔热。

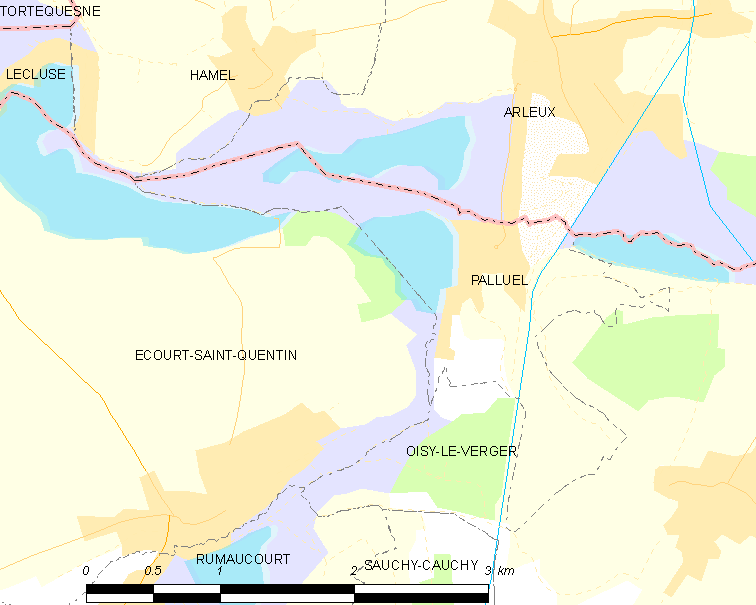
帕吕埃勒的OSM定位图

帕吕埃勒的时区为UTC+01:00、UTC+02:00（夏令时）。

## 行政
帕吕埃勒的邮政编码为62860，INSEE市镇编码为62646。

## 政治
帕吕埃勒所属的省级选区为巴波姆县。

## 人口

1962-2008年间帕吕埃勒人口变化图示

帕吕埃勒于2022年1月1日时的人口数量为562人。